# Notoceratops bonarellii
Il notoceratopo (Notoceratops bonarellii) è un dinosauro erbivoro poco conosciuto, descritto solo attraverso una parte dell'osso mandibolare scoperta all'inizio del secolo scorso in terreni del Cretacico superiore in Argentina e poi andata perduta.
Augusto Tapia lo descrisse come un piccolo erbivoro quadrupede appartenente al gruppo dei dinosauri cornuti (ceratopi), ma il disegno sul quale basava la sua descrizione è molto approssimativo.

## Un ceratopo del Sudamerica
Alcuni paleontologi ora pensano che Notoceratops fosse in realtà un dinosauro a becco d'anatra (adrosauro), anche se con molta probabilità questo erbivoro sconosciuto era effettivamente un ceratopo. Se ciò fosse vero, Notoceratops rappresenterebbe l'unico resto di questo gruppo di dinosauri in Sudamerica.